# Ніпіссінг (округ)
Округ Ніпіссінг (англ. Nipissing District; [ˈnɪpəsɪŋ])— округ в провінції Онтаріо, Канада. Округ є переписним районом та адміністративною одиницею провінції. Найбільшим містом і адміністративним центром округу є місто Норт-Бей. Населення — 84 688 осіб (за переписом 2006 року).

## Географія

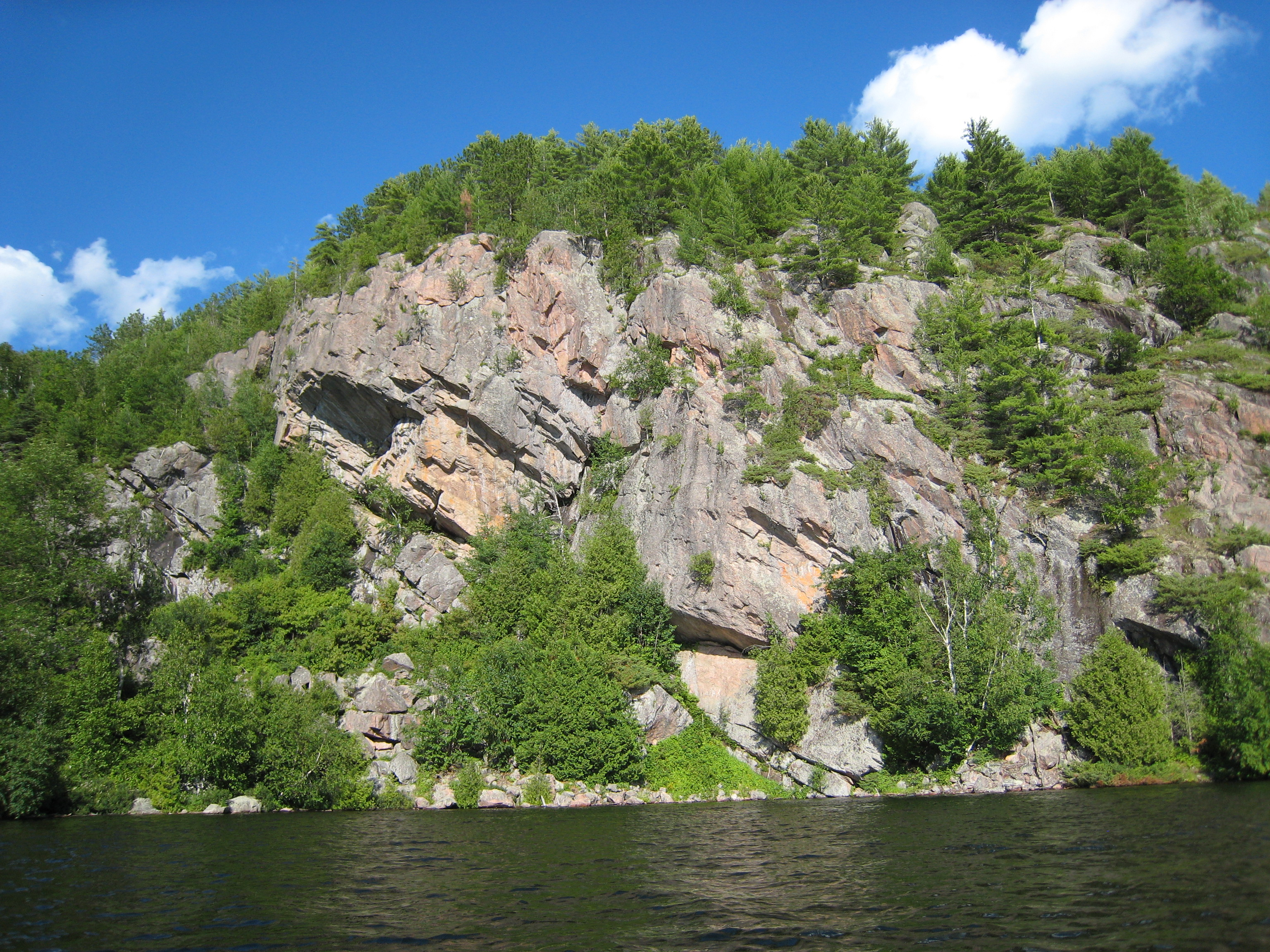
Скелі поруч з Норт-Беєм.

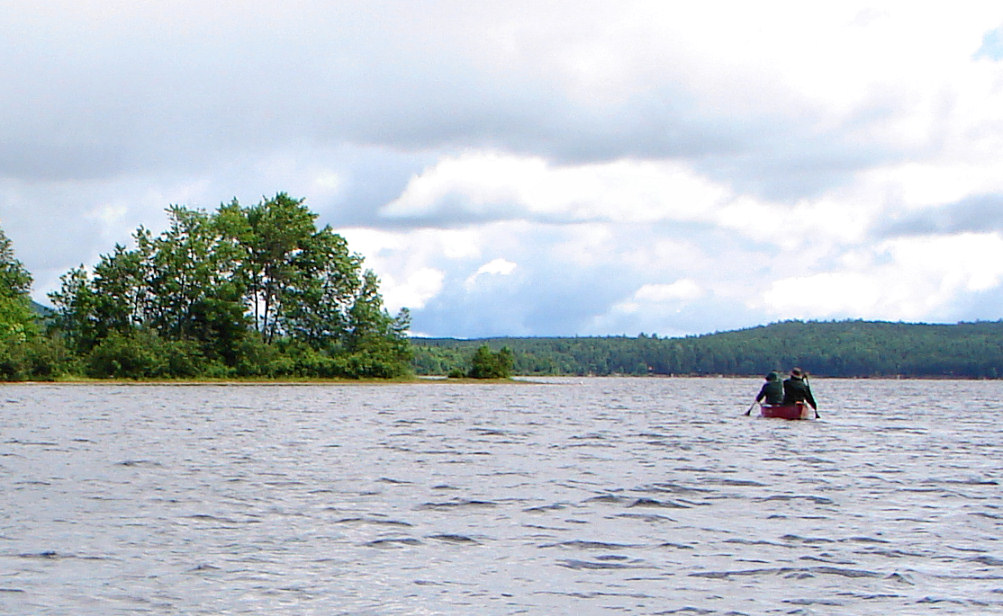
Озеро Тейлон.

Округ розташований на сході провінції Онтаріо, в регіоні Північно-Східне Онтаріо. На півночі Рейні-Рівер межує з округом Тіміскамінг, на заході — з округом Садбері, на південному заході — з округами Паррі-Саунд і окружним муніципалітетом Маскока, на півдні — з графством Галібертон, на південному сході — з графством Гастінгс, на сході — з графством Ренфрю і північному сході — з Квебекським округом Абітібі-Теміскамінг.

## Адміністративний поділ
До складу округу входять такі муніципальні утворення:
- 4 міста, з них: 1 «сіті» — Норт-Бей і 3 «тауни» — Маттава, Темагамі й Вест-Ніпіссінг
- 7 тауншипів: Бонфілд (англ. Bonfield), Кальвін (англ. Calvin), Чисголм (англ. Chisholm), Іст-Ферріс (англ. East Ferris), Маттаван (англ. Mattawan), Папіно-Камерон (англ. Papineau-Cameron) й Саут-Алгонкін (англ. South Algonquin).
- 2 міжсельбищні території — Північна Ніпіссінг (англ. Unorganized North Nipissing District) й Південний Ніпіссінг (англ. Unorganized South Nipissing District6;
- 2 індіанські території: «Біер-Айленд» й Ніпіссінг 10 (англ. Nipissing 10).

## Населення
З приблизно 84 700 жителів, що населяють округ, 41130 становлять чоловіки і 43 555 — жінки. Середній вік населення — 42,2 років (проти 39,0 років у середньому по провінції). При цьому середній вік чоловіків становить 41,3 року, а жінок — 43,0 (аналогічні показники по Онтаріо — 38,1 і 39,9 відповідно). На территории округа зарегистрировано 35 140 частных жилых помещений, принадлежащих 24 950 семьям.
Англійською мовою як рідною говорять 58 635 людей, французькою — 13 175. Поширеність інших мов невелика.
Найбільший населений пункт і адміністративний центр — Норт-Бей — 53 966 чол. (Трохи менше двох третин населення округу, за переписом 2006 року).